# Stefan Wenk
Stefan Wenk (* 13. März 1981 in Filderstadt) ist ein ehemaliger deutscher Speerwerfer.
Stefan Wenk startete bis 2004 für den LAV Tübingen, wechselte 2005 zum VfB Stuttgart und 2006 zum VfL Sindelfingen.
Wenk belegte den neunten Platz bei den Juniorenweltmeisterschaften 2000 und war Siebter bei den U23-Europameisterschaften 2001. 2006 belegte er den 12. Platz bei den Europameisterschaften in Göteborg sowie den 4. Platz beim Europacup. 2007 belegte er den 7. Platz beim World Athletic Final, nachdem er im Jahr zuvor Achter geworden war.
Bei deutschen Meisterschaften platzierte sich Stefan Wenk achtmal unter den besten acht Speerwerfern. 2001 und 2002 war er jeweils Siebter und 2004 belegte er den achten Platz. 2005 verbesserte er sich auf den fünften Platz und 2006 war er Vierter hinter Christian Nicolay, Peter Esenwein und Mark Frank; bei den Europameisterschaften starteten Nicolay, Esenwein und Wenk. 2007 belegte Stefan Wenk bei den Deutschen Meisterschaften den zweiten Platz hinter Stephan Steding. Nach einem sechsten Platz 2008 erreichte er 2010 noch einmal den fünften Platz.
Wenk übertraf 2002 zum ersten Mal die Achtzig-Meter-Marke, von 2004 bis 2007 gelang ihm dies jedes Jahr. Seine Bestleistung von 83,94 m stellte er am 2. Juni 2006 in Oslo auf.
Von 2009 bis 2013 war Wenk zusätzlich Athletiktrainer des Basketball-Bundesligisten Walter Tigers aus Tübingen.